# Bischof (Heraldik)

Mitraträger im Wappen von Obersülzen

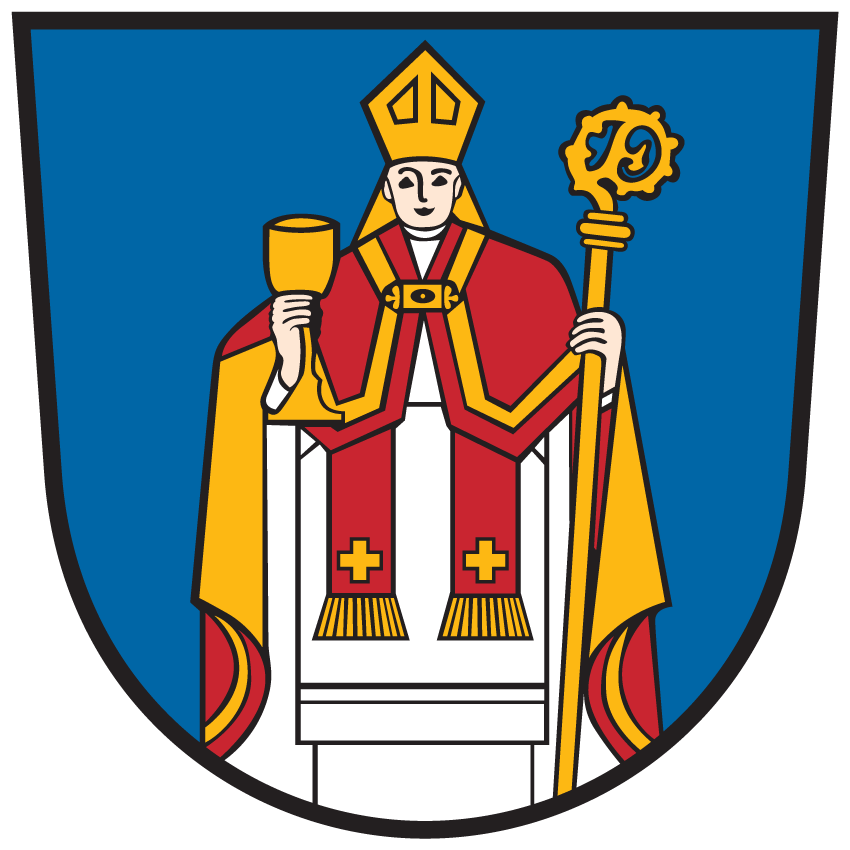
Bischof Rupert im Wappen von Guttaring

Der Bischof tritt in der Heraldik als gemeine Figur in vielen Wappen, besonders in der Städteheraldik, auf. Er wird als menschliche Figur stehend oder sitzend dargestellt. Auch wird nur das Brustbild gewählt. Beigefügt können der Wappenfigur die Insignien, wie der Krummstab, die Mitra, das Kreuz, der Bischofsring oder zusätzlich die Bibel sein. Die Farbe des Gewandes wird gern rot oder golden tingiert. Die Darstellung des Krummstabes oder der Mitra mit zwei herabhängenden Infuln ist der menschlichen Figur ebenbürtig und wird im Wappen oft als vorteilhaftere Form gewählt.
Die Mitra kann auch auf einen Kronenkranz als Kronenmitra aufgesetzt sein. Der Galero wird hauptsächlich als Rang- und Würdezeichen über dem Wappen verwendet. Hierbei handelt es sich um einen grünen, flachen breitkrempigen Hut mit sechs zu beiden Seiten herabhängenden Quasten. Die kirchliche Heraldik kennt für alle kirchlichen Würdenträger Besonderheiten.